# Entrepà obert danès

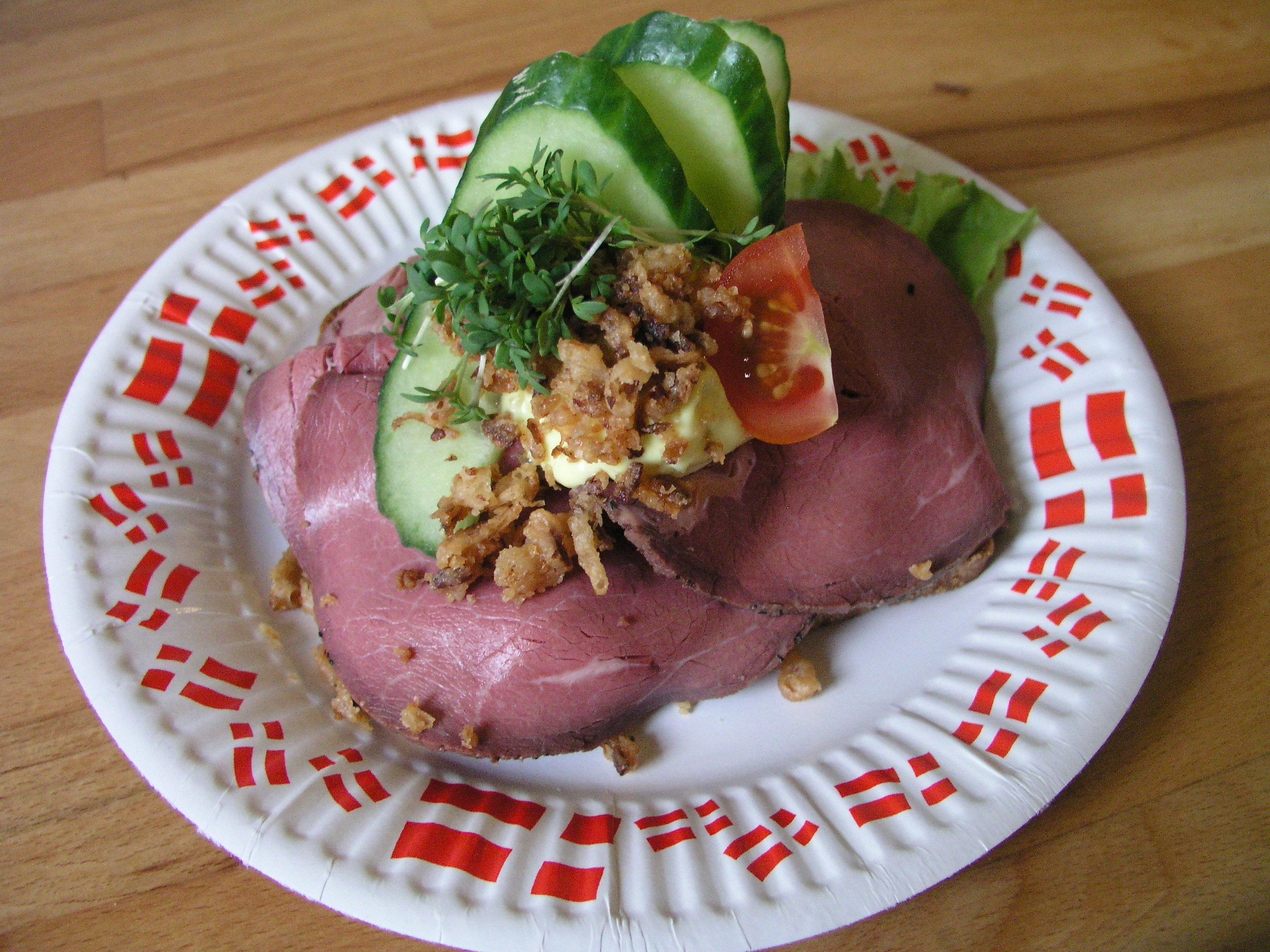
Un exemple de smørrebrød amb el pa totalment cobert per carn, enciam iceberg, cogombre, salsa remolada, morritort, ceba rostida, i tomàquet.

Els entrepans oberts danesos (danès: smørrebrød, lit. ‘pa amb mantega’) són una especialitat danesa que consisteix en plats freds elaborats en una llesca de pa de sègol, anomenat rugbrød, untada amb mantega i coberta amb combinacions de diversos productes, com per exemple enciam, pollastre tonyina, paté, formatge, rodanxes de tomàquet, carn, peix, etc.
L'origen d'aquests entrepans fou la necessitat de menjar fora de casa i al principi es tractava d'un entrepà força més simple i no diferenciable dels que es podien trobar a altres contrades. La forma actual típicament danesa d'apilar els ingredients es va desenvolupar durant la dècada del 1880, moment també en què van començar a aparèixer als restaurants de Copenhaguen. El menú més antic conservat que conté smørrebrød data del 1883 i correspon al restaurant Nimb dels Jardins de Tivoli.
Una de les persones que més van contribuir a la difusió d'aquests entrepans danesos va ser Oskar Davidsen que el 1888 va obrir un bar al districte de Nørrebro i ràpidament va incorporar els smørrebrød a la seva oferta, i arribà a tenir-ne una carta de 178 varietats. Actualment la cinquena generació de la família encara es dedica al negoci.